# Златислав Стоянов
Златислав Стоянов Димитров е български физиолог, професор, омбудсман на Медицински университет – Варна (2024).

## Биографични данни
Роден на 30 май 1959 г. във Варна. Завършва медицина във Висшия медицински институт – Варна (1985). Придобива специалност по физиология (1991). От 2003 г. е доцент по физиология, а през 2015 г. е избран за професор. Защитава дисертационен труд на тема „Функционална мозъчна асиметрия: ръкост и пол“ (2000). Придобива научната степен „доктор на науките“ след защита на дисертационен труд на тема „Мозъчна асиметрия и леворъкост: теории за произхода и свързани психофизиологични феномени“ (2013). Ръководител на катедрата по физиология и патофизиология от 2004 до 2008 г. и от 2012 до 2018 г., декан на факултета по медицина на Медицинския университет от 2018 – 2019 до 2023 г.
От 2024 г. е академичен университетски омбудсман.

## Научни интереси
Основните му професионални и научни интереси са в областта на психофизиологията, мозъчната асиметрия и нейните отражения в поведението и контрола на физиологичните функции. Автор на монографии, учебници, ръководства и над 120 научни публикации и съобщения.

## Членство в организации, отличия
Член на научни и съсловни организации:
- International Organization of Psychophysiology;
- International Union of Physiological Sciences;
- Българско дружество по физиологични науки (член на Изпълнителния съвет);
- Съюза на учените – Варна (член на Управителния съвет);
- Български лекарски съюз.

Редакционни колегии на списания:
- Journal of Mind and Medical Sciences;
- Journal of Asymmetry;
- Journal of Clinical and Investigative Surgery;
- WebmedCentral: Physiology;
- Известия на Съюза на учените – Варна: серия медицина и екология;
- Авиационна, морска и космическа медицина.[3]

„Награда Варна“ в категория „Хуманитарни науки“ за 2023 г.